# 嵩草炭黑粉菌
嵩草炭黑粉菌（学名：Anthracoidea elynae）是属于黑粉菌目炭黑粉菌科炭黑粉菌属的一种真菌，寄生在嵩草属植物上。该种分布于中国、蒙古、哈萨克斯坦、吉尔吉斯斯坦、塔吉克斯坦、瑞典、俄罗斯、德国、奥地利、瑞士、法国、西班牙、罗马尼亚、加拿大、美国等地。